# Krausschwänze
Die Krausschwänze, Mohos oder ʻŌʻō (Moho) sind eine Gattung von vier ausgestorbenen Singvogelarten, die endemisch auf Hawaii waren.  Drei Arten hatten ein glänzend schwarzes Gefieder mit gelben Federbüscheln unter den Flügeln. Eine vierte Art – der Schuppenkehlmoho – war zum größten Teil schwarz.  Wie die Kleidervögel galten die Krausschwänze als „Königsvögel“, aus deren Federn kostbare farbenprächtige Umhänge oder Roben für die Adelsstände hergestellt wurden. Da die Vögel bei der Ankunft der Europäer noch zahlreich vorhanden waren, sind die folgenden Lebensraumzerstörungen durch Waldrodungen, eingeschleppte Tierarten und die durch Stechmücken eingeführte Vogelmalaria wohl die Hauptgründe für ihr Verschwinden, denn die traditionelle Nutzung für die Federmäntel hatte nicht zur Ausrottung geführt. Die Krausschwanzarten starben innerhalb von 150 Jahren aus.

## Taxonomie
Folgende Arten gehören zu dieser Gattung:
- Krausschwanzmoho, Weißspitzen-Krausschwanz oder Oʻahu ʻŌʻō (Moho apicalis) – Ausgestorben ca. 1837
- Ohrbüschelmoho, Molokai-Krausschwanz oder Molokaʻi ʻŌʻō (Moho bishopi) – Ausgestorben ca. 1904
- Prachtmoho, Hawaii-Krausschwanz, Edelkrausschwanz oder Hawaiʻi ʻŌʻō (Moho nobilis) – Ausgestorben ca. 1934
- Schuppenkehlmoho, Kauai-Krausschwanz oder Kauaiʻi ʻŌʻō (Moho braccatus) – Ausgestorben ca. 1987

## Galerie

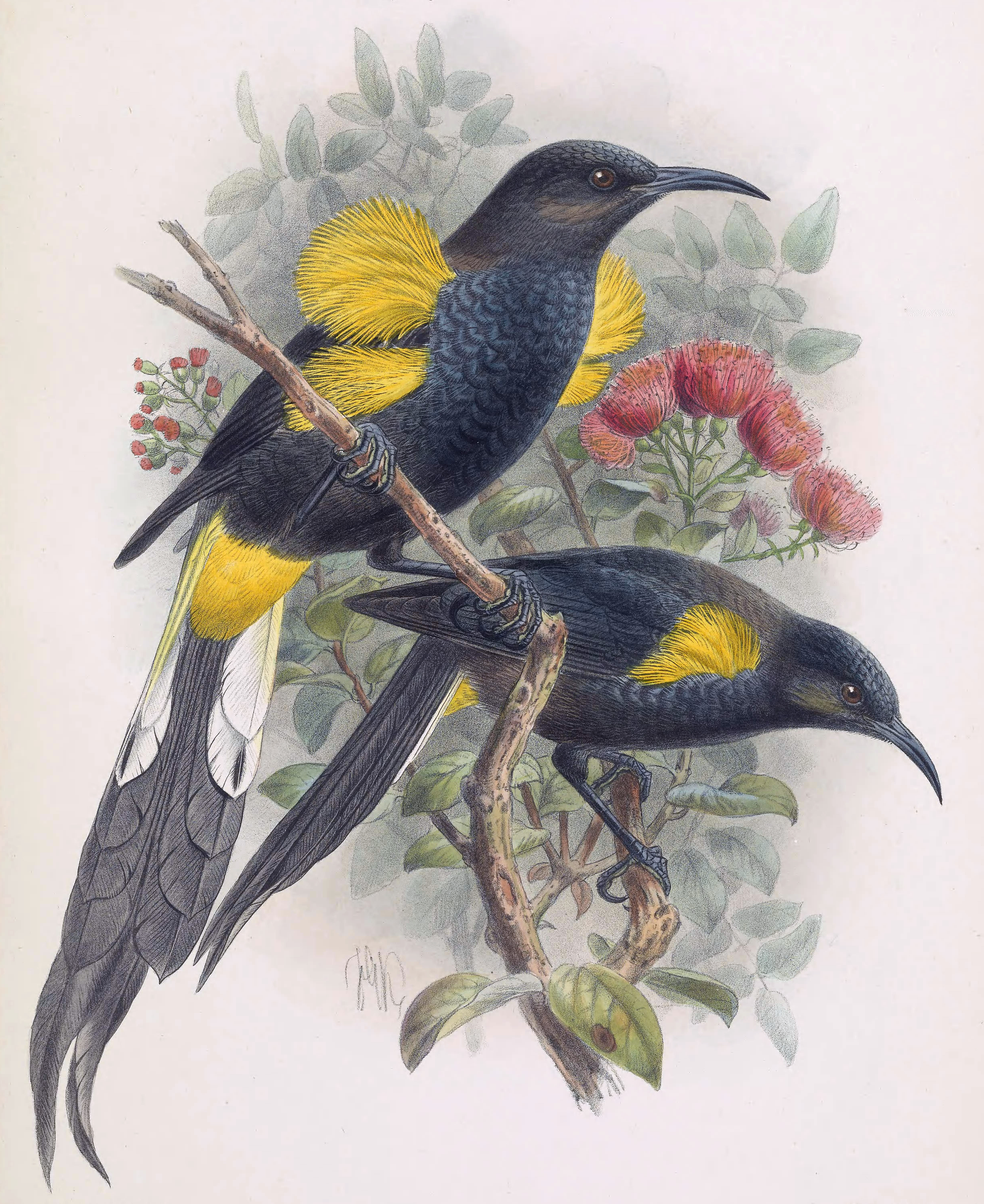
Moho nobilis
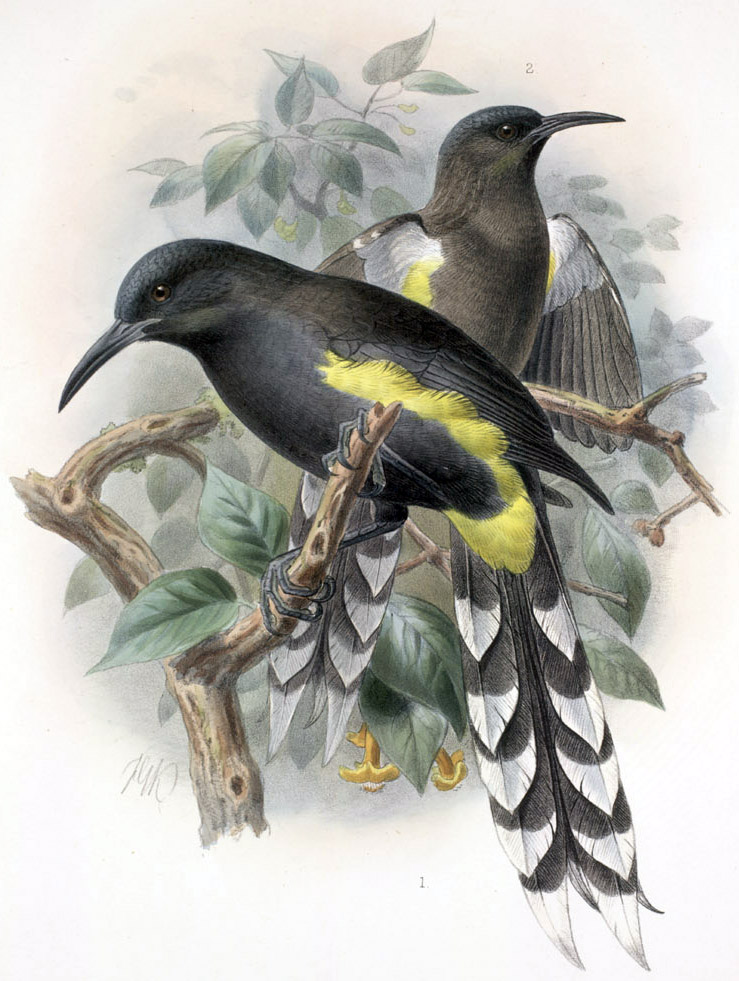
Moho apicalis
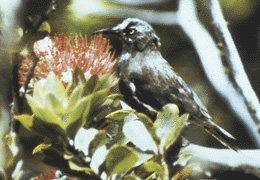
Moho braccatus

## Trivia
Nach den Krausschwänzen ist der Hauptgürtelasteroid (374710) ʻOʻo benannt.